# Hiri
Hiri (Indonesisch: Palau Hiri) is een klein bebost eilandje gelegen ten noorden van Ternate in de Noord-Molukken van Indonesië. Het eiland is het meest noordelijke puntje van een reeks van vulkanen voor de westkust van Halmahera. De vulkaan van Hiri is 630 meter hoog.